# Dendropsophus cruzi
Dendropsophus cruzi es una especie de anfibios de la familia Hylidae. Es endémica de Brasil.
Sus hábitats naturales incluyen sabanas secas y húmedas, pantanos, marismas de agua dulce y corrientes intermitentes de agua, además de pastos, jardines rurales, estanques, canales y diques.
Está amenazada de extinción por la destrucción de su hábitat natural.